# Berberis cretata
Berberis cretata är en berberisväxtart som beskrevs av L. A. Camargo. Berberis cretata ingår i släktet berberisar, och familjen berberisväxter. Inga underarter finns listade i Catalogue of Life.